# Idaea volloni
Idaea volloni är en fjärilsart som beskrevs av Lucas och Joannis 1907. Idaea volloni ingår i släktet Idaea och familjen mätare. Inga underarter finns listade i Catalogue of Life.